# Brăduleț (gmina)
Brăduleț – gmina w Rumunii, w okręgu Ardżesz. Obejmuje miejscowości Alunișu, Brădetu, Brăduleț, Cosaci, Galeșu, Piatra, Slămnești, Uleni i Ungureni. W 2011 roku liczyła 1867 mieszkańców.